# Meronimie și holonimie
În lingvistică, perechea de termeni meronimie – holonimie denumește unul din tipurile de relații semantice, adică referitoare la sens, care pot exista între cuvinte. Această relație decurge din faptul că denotatul unui cuvânt numit meronim (< el  μέρος meros „parte” + ὄνυμα onyma „nume”) este o parte din denotatul altui cuvânt, numit holonim (< ὅλος holos „întreg” + ὄνυμα). De exemplu, în privința sensurilor lor, cuvântul deget este în relație de meronimie cu cuvântul (este meronimul cuvântului) mână, iar mână este în relație de holonimie cu cuvântul (este holonimul cuvântului) deget.
Lingvistica a dat în mod tradițional mai puțină atenție acestei relații decât altor relații semantice, precum sinonimia și antonimia, fiindcă meronimia/holonimia nu este în mod clar o relație lexicală (între cuvinte), ci mai degrabă o relație între denotatele cuvintelor. De exemplu, coada este o parte a câinelui, dar sensul cuvântului coadă nu este o parte a sensului cuvântului câine, și nici sensul cuvântului câine nu este o parte a sensului cuvântului coadă.
Pentru stabilirea faptului dacă două cuvinte sunt în relație de meronimie/holonimie sau nu, diverși autori le aplică formule precum:
- „X este o parte a Y”: O aripă este o parte a unei păsări;
- „Y are X”: O pasăre are o aripă;
- „Y este parțial X”: Un ciocan este parțial metal.

## Tipuri de meronimie/holonimie
Sunt perechi meronim – holonim care diferă între ele prin diverse trăsături.
Dintr-un anumit punct de vedere există meronim necesar, de exemplu în perechea ochi – față. Necesitatea decurge din aceea că pentru a fi completă, fața trebuie să aibă ochi. Acest fel de meronim se opune celui opțional, ca în cazul perechii pernă – scaun, dat fiind că denotatele acestor cuvinte există și separat.
În alte cazuri, un același meronim numește o parte integrantă dintr-un anumit întreg și o parte neintegrantă din alt întreg. Un exemplu în limba engleză este handle, care denumește atât coada lingurii, cât și clanța ușii. Or, o lingură fără handle „coadă” nu prea mai este o lingură, dar o ușă fără handle „clanță” rămâne o ușă.
În privința unor părți diferite ale aceluiași întreg, una poate fi mai distinctă decât alta, de pildă o papilă gustativă față de vârful limbii, care nu poate fi delimitat exact.
Din alt punct de vedere, deși o parte nu poate fi delimitată exact, identificarea ei este mai motivată decât a altor părți care nu pot fi delimitate exact, pentru că este mai folositoare. Astfel ar fi, după Murphy 2006, vârful degetului față de vârful limbii.
În fine, perechile meronim – holonim pot fi mai mult sau mai puțin potrivite:
- În primul rând, un cuvânt poate avea o gamă mai extinsă a denotării decât alt cuvânt. Gradul de potrivire în privința acestei game între cuvinte în relație de meronimie/holonimie poate fi diferit de la o pereche la alta. Bunăoară, amiral – flotă militară este o pereche relativ potrivită ca gamă de denotare, dat fiind că orice flotă are amiral și, în principiu, nu sunt amirali fără flotă. În schimb en  handle „clanță” – door „ușă” este o pereche nepotrivită ca gamă a denotării, căci nu orice handle este clanță, iar unele uși nu au clanță.
- În al doilea rând, există potrivire și nepotrivire de fază, adică unele cuvinte sunt în relație de meronimie/holonimie în unele momente și nu sunt în altele. Astfel, laptele poate fi parte a unei prăjituri atâta timp cât aceasta nu este coaptă, dar după aceea se poate spune că laptele nu mai există, deci lapte – prăjitură este o pereche nepotrivită în privința fazei.
- În al treilea rând, există potrivire de tip atunci când partea și întregul sunt de același tip ontologic, de pildă ambele sunt materii sau ambele sunt obiecte. De exemplu făină – biscuit nu este o pereche potrivită ca tip, deoarece făina este o materie, iar biscuitul un obiect.

Pe baza trăsăturilor de mai sus se pot distinge relații de meronimie/holonimie prototipice și neprototipice, prototipice fiind cele cu meronim necesar, integrat, distinct, motivat și potrivit.
Unele relații de meronimie/holonimie pot fi diferențiate și după caracteristicile mai multor feluri de părți ale aceluiași întreg. De pildă cuvântul tort este holonim față de cuvinte care numesc feluri de părți în care poate fi divizat tortul:
- felii;
- ingrediente: făină, lapte, ouă, unt etc.;
- părți de structură: straturi de blat și de cremă, glazură etc.

Tipologia relațiilor de meronimie/holonimie diferă de la autor la autor în funcție de cât de larg le interpretează în privința felurilor de substantive pe care le iau în considerare. Sunt identificate tipuri de meronimie/holonimie ca:
- segment – întreg: lună – an;
- component funcțional – întreg: tastatură – calculator;
- membru – colectiv: copac – pădure, membru (persoană) – club;
- materie – întreg: sticlă – cană;
- grup uman – întreg: echipaj – navă;
- conducător – grup uman: căpitan – echipaj;
- punct culminant – întreg: poantă – glumă.

## Proprietăți ale meronimiei/holonimiei
Fiindcă tipurile de relații parte-întreg sunt diverse și privesc mai degrabă denotatele decât sensurile, se pot spune puține lucruri în general despre proprietățile logice ale meronimiei/holonimiei.
Spre deosebire de sinonimie și antonimie, meronimia/holonimia este o relație asimetrică, adică nu este reflexivă: dacă X este meronimul lui Y, atunci Y nu este meronimul lui X.
Unele tipuri ale relației sunt tranzitive. De pildă părțile corpului sunt în relație tranzitivă, din moment ce pot fi cuprinse întru-un silogism ca:
(1) Premisă majoră: Ochiul este o parte a feței.
Premisă minoră: Fața este o parte a corpului.
Concluzie: Ochiul este o parte a corpului.
În alte cazuri, relația nu este tranzitivă, ceea ce este dovedit de silogismul fals de mai jos:
(2) Premisă majoră: Scoarța este o parte a unui copac.
Premisă minoră: Un copac este o parte a unei păduri.
? Concluzie: Scoarța este o parte a unei păduri.
În (2) nu se realizează tranzitivitatea, pentru că relațiile din premise sunt de tipuri diferite: component – întreg, respectiv membru – colectiv.

## Interesul practic al meronimiei/holonimiei
Această relație este esențială în crearea definițiilor din dicționarele explicative, alături de relația hiponimie/hiperonimie.
Diverse tipuri de meronimie/holonimie sunt reprezentate în bazele de date lexicale create în lingvistica computațională pentru prelucrarea limbajului natural.